# Membri ai Academiei Române - W
Deocamdată nu există niciun membru al Academiei Române al cărui nume să înceapă cu litera W.